# Absurda
"Absurda" é uma canção gravada pela cantora e compositora mexicana Anahí, lançada em 4 de fevereiro de 2013 pela Capitol Records. Composta pela própria em parceria com Claudia Brant e Noel Schajris, foi produzida por Sebastian Jácome.
Inicialmente a faixa estaria no sexto álbum da cantora, que seria lançado em 2013, mas com o seu afastamento da carreira musical, a canção acabou sendo descartada do álbum Inesperado, lançado apenas em 2016.

## Antecedentes e composição

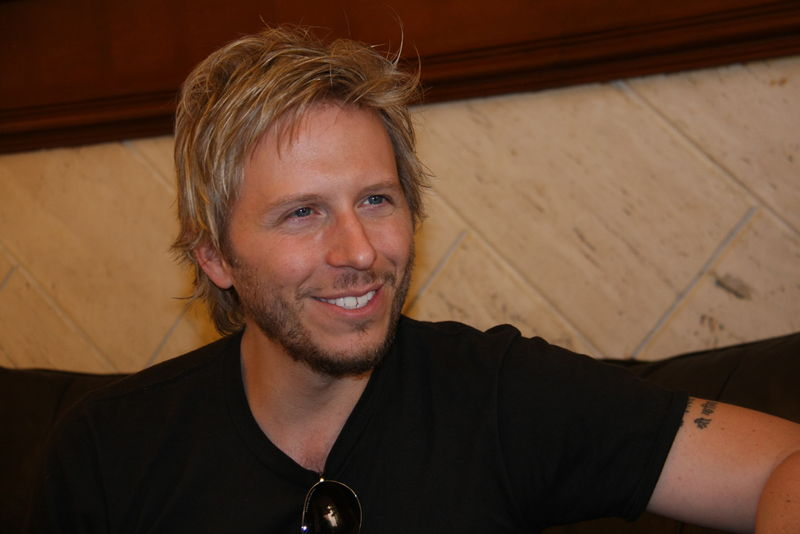
Noel Schajris escreveu a canção junto com Claudia Brant e Anahí.

Após o fim da novela Dos Hogares, em 20 de janeiro de 2012, no qual foi a protagonista, Anahí começou a produzir seu sexto álbum de estúdio. Em abril do mesmo ano, a cantora e o rapper americano Flo Rida começaram a trocar tweets na rede social Twitter, confirmando a parceria dos cantores no novo disco da cantora, onde chegaram a se encontrar em um estúdio de Los Angeles para trabalhar na parceria. Meses depois, houve boatos de uma parceria entre Anahí e o rapper Pitbull, porém nada confirmado até a data.

"No es culpa de la luna, ni del cielo ni del sol. Tu instinto sigue enfermo, no sabe de lecciones tu corazon."

— Trecho da canção divulgada pela cantora em seu Twitter.
Em 28 de junho de 2012, Anahí compartilhou em sua conta no Twitter uma estrofe da canção, na qual compôs junto com Noel Schajris e Claudia Brant, e disse que a canção começa com a letra "A". Em 24 de novembro, a cantora realizou uma Twitcam desde um estúdio em Los Angeles, onde se encontrava gravando a canção junto com Schajris e o produtor Sebastian J, onde comentou "estamos fazendo uma canção que na verdade, eu a tenho como um sonho, e tomara que logo possa lança-lá, porque, para mim é como minha nova "Sálvame", é uma canção não tão nova, por que já tem um tempo que estamos escrevendo, mas para mim é, porque me enche a alma.".
A canção seria, inicialmente, lançada em setembro de 2012, no entanto, devido à problemas com a gravadora EMI Music, a data de lançamento da música foi adiada para fevereiro de 2013.
No início de dezembro foi divulgado que a canção se chamaria "Absurda", e em 17 de dezembro, Anahí lançou uma teaser do single em seu canal do YouTube.

## Produção e lançamento
Com duração de quatro minutos e seis segundos, "Absurda" foi composta por Anahí em parceria com Claudia Brant e Noel Schajris e gravada em Los Angeles, Califórnia. Ambos já haviam trabalhado com Anahí, ele escreveu a canção "Alérgico" e ela "Pobre Tu Alma", ambas presente no quinto álbum da cantora, Mi Delirio (2009).
Produzida por Sebastian Jácome, a faixa foi enviada para a conta oficial da cantora no Youtube em 30 de janeiro de 2013, cinco dias antes da disponibilização da música para download digital.

## Lista de faixas
- Download digital no iTunes.[7]

| N.º | Título            | Compositor(es)                    | Produtor(es) | Duração |  |
| 1.  | "Absurda"         | Anahí Claudia Brant Noel Schajris | Sebastian J. | 4:06    |  |
| 2.  | "Absurda (Remix)" | Anahí Brant Schajris              | Sebastian J. | 4:16    |  |

## Desempenho

### Posições
| País               | Chart          | Lista                | Melhor posição |
| 2013               | 2013           | 2013                 | 2013           |
| ------------------ | -------------- | -------------------- | -------------- |
|                    | Monitor Latino | Top Pop              | 7              |
| Top General        | Monitor Latino | 16                   |                |
| América Top 100    | México Top 100 | 43                   |                |
| América Top 100    |                | Colombia Top 100     | 76             |
|                    | Hit 50 Parade  | Hit 50 Parade Brasil | 50             |
| Latino Top 20 Hits | Hit 50 Parade  | 1                    |                |
|                    | Top Latino     | Top 5 Bolivia        | 1              |
|                    | Top Latino     | Top 5 Chile          | 3              |
|                    | Top Latino     | Top 40 Latino        | 24             |

## Histórico de lançamento
| País           | Data                   | Formato           |
| -------------- | ---------------------- | ----------------- |
| México         | 30 de janeiro de 2013  | Rádio / Streaming |
| México         | 4 de fevereiro de 2013 | Download digital  |
| Argentina      | 4 de fevereiro de 2013 | Download digital  |
| Alemanha       | 4 de fevereiro de 2013 | Download digital  |
| Brasil         | 4 de fevereiro de 2013 | Download digital  |
| Chile          | 4 de fevereiro de 2013 | Download digital  |
| Colômbia       | 4 de fevereiro de 2013 | Download digital  |
| Espanha        | 4 de fevereiro de 2013 | Download digital  |
| Estados Unidos | 4 de fevereiro de 2013 | Download digital  |
| França         | 4 de fevereiro de 2013 | Download digital  |
| Reino Unido    | 4 de fevereiro de 2013 | Download digital  |
| Venezuela      | 4 de fevereiro de 2013 | Download digital  |